# Corynactis denhartogi
Corynactis denhartogi är en korallart som beskrevs av Ocaña 2003. Corynactis denhartogi ingår i släktet Corynactis och familjen Corallimorphidae. Inga underarter finns listade i Catalogue of Life.